# إفرين إسكوديرو
إفرين اسكوديرو (بالإسبانية: Efrain Escudero؛ مواليد 15 يناير 1986) هو مقاتل فنون القتال المختلطة مكسيكي.

## وصلات خارجية
- إفرين اسكوديرو على موقع يو إف سي (الإنجليزية)
- إفرين اسكوديرو على موقع بيلاتور (الإنجليزية)
- إفرين اسكوديرو على موقع شيردوغ (الإنجليزية)
- إفرين اسكوديرو على موقع IMDb (الإنجليزية)
- إفرين اسكوديرو على موقع IMDb (الإنجليزية)